# Comté de Carbon (Montana)
Pour les articles homonymes, voir Comté de Carbon.
Le comté de Carbon est un des 56 comtés de l’État du Montana, aux États-Unis. En 2010, la population était de 10 078 habitants. Son siège est Red Lodge. Le comté a été fondé en 1895.

## Géolocalisation
|               | Comté de Stillwater    | Comté de Yellowstone       |
| Comté de Park | Comté de Carbon        | Comté de Big Horn          |
|               | Comté de Park, Wyoming | Comté de Big Horn, Wyoming |

## Principales villes
- Bearcreek
- Bridger
- Fromberg
- Joliet
- Red Lodge